# 홍석규
홍석규(洪錫珪, 본래 1956년 1월 15일 음력 1955년 12월 ~ )는 대한민국의 기업인으로, 휘닉스소재 대표이사이다.

## 가족 관계
- 아버지 홍진기(洪璡基, 1917년 3월 17일 ~ 1986년 7월 13일) 중앙일보 대표이사회장, 법무부 장관.
- 어머니 김윤남(金允楠, 1924년 6월 25일 ~ 2013년 6월 5일)
  - 누님 홍라희(洪羅喜, 1945년 7월 15일 ~ ) - 前 삼성미술관 리움 관장
  - 매형 이건희(李健熙, 1942년 1월 9일 ~ 2020년 10월 25일) - 삼성전자 회장
  - 형님 홍석현(洪錫炫, 1949년 10월 20일 ~ ) - 중앙홀딩스 회장, 중앙일보 회장, 주미 대사 , JTBC 회장, 한반도평화만들기 이사장 , 여시재 이사
  - 형수 신연균(申硯均) - 신직수의 딸
  - 아내
  - 형님 홍석조 - BGF리테일 회장 
    - 조카 홍정국(洪正國) - BGF 대표이사

  - 형님 홍석준(洪錫埈, 1954년 9월 17일 ~ )[1] - 보광창업투자 회장 , 前 삼성SDI 부사장
  - 여동생 홍라영(洪羅玲, 본래 1960년 1월 10일 음력 1959년 12월 ~ ) - 삼성미술관 리움 총괄부관장, 삼성문화재단 상무